# Janez Močnik
Janez Močnik, slovenski skladatelj in slikar, profesor likovne pedagogike, * 7. oktober 1936, Cerklje na Gorenjskem.  † 25. februar 2016, Cerklje na Gorenjskem.
Leta 2004 je Občina Cerklje na Gorenjskem Janezu Močniku za njegov obširni opus podelila naslov častnega občana.
Ob praznovanju 850. obletnice prve pisne omembe skladateljevega rojstnega kraja v pisnih virih je izšla knjiga z naslovom Podobe nekdanjih časov - avtor Janez Močnik.